# Андреев еуполиботрус
Андреев еуполиботрус (Eupolybothrus andreevi) е вид многоножка локален за България ендемит.

## Разпространение и местообитание
Видът е установен във Водната пещера в близост до село Церово (община Своге). Известен е само един женски индивид, уловен на 28 септември 1962 г. При други експедиции през следващите години видът не е установяван. Троглобионт е, който обитава най-вътрешните, неосветени влажни части на пещерите. Видът е наречен на зоолога Стоице Андреев.

## Начин на живот
Биологията на вида е непроучена. Предполага се, че се храни с други сухоземни безгръбначни животни, които обитават пещерата.